# Charles B. Ward

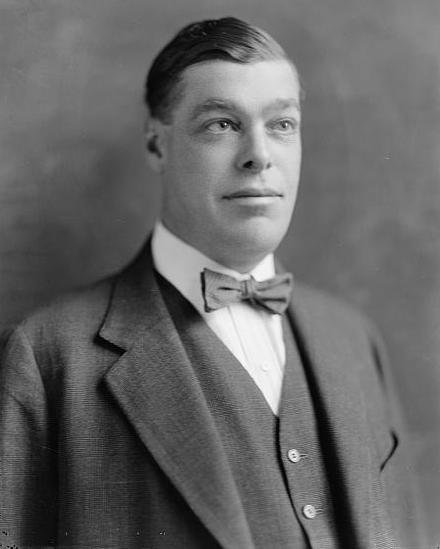
Charles B. Ward

Charles Bonnell Ward (* 27. April 1879 in Newark, New Jersey; † 27. Mai 1946 in Liberty, New York) war ein US-amerikanischer Politiker. Zwischen 1915 und 1925 vertrat er den Bundesstaat New York im US-Repräsentantenhaus.

## Werdegang
Charles Bonnell Ward besuchte öffentliche Schulen. 1899 graduierte er am Pennsylvania Military College (heute Widener University) in Chester. Er zog 1903 nach New York und ließ sich in Debruce im Sullivan County nieder. Dort ging er landwirtschaftlichen Tätigkeiten nach. Zwischen 1910 und 1928 war er Redakteur und Eigentümer des Liberty Register in Liberty. Politisch gehörte er der Republikanischen Partei an.
Bei den Kongresswahlen des Jahres 1914 für den 64. Kongress wurde Ward im 27. Wahlbezirk von New York in das US-Repräsentantenhaus in Washington, D.C. gewählt, wo er am 4. März 1915 die Nachfolge von George McClellan antrat. Er wurde vier Mal in Folge wiedergewählt. Da er auf eine erneute Kandidatur 1924 verzichtete, schied er nach dem 3. März 1925 aus dem Kongress aus.
Nach seiner Kongresszeit ging er wieder landwirtschaftlichen Tätigkeiten nach. Er war Eigentümer des Debruce Inn Club, den er bis zu seinem Tod am 27. Mai 1946 in Liberty betrieb. Sein Leichnam wurde dann auf dem Mount Pleasant Cemetery in Newark beigesetzt.